# Третья Сирийская война
Третья Сирийская война или Лаодикейская война — конфликт между Египтом Птолемеев, с одной стороны, и государством Селевкидов, с другой. Он начался в 246 году до н. э. и закончился в 241 году до н. э. Египтом руководил Птолемей III, а селевкидским государством формально правил 19-летний Селевк II, на самом деле находившийся под контролем его матери Лаодики.

## История
Война началась с одной из многих проблем наследования престола того времени. После смерти Антиоха II на власть в государстве Селевкидов претендовали две его честолюбивые супруги — первая жена Лаодика и дочь Птолемея II Береника, — выдвигавшие своих сыновей в качестве наследников престола. Лаодика объявила, что Антиох II, лёжа на смертном одре, назначил наследником престола её сына, а Береника утверждала, что законным наследником является её недавно родившийся сын. Береника попросила своего брата Птолемея III, нового царя Египта, приехать в Антиохию и помочь её сыну занять трон. К тому времени, когда Птолемей III прибыл, Береника с сыном были убиты.
Птолемей III в 246 году до н. э. объявил войну новому селевкидскому царю Селевку II и начал довольно успешную военную кампанию, одержав победы над Селевком II в Сирии и Анатолии, занял Антиохию. Недавно открытые клинописные записи доказывают, что Птолемей III достиг Вавилона. Победы Египта были омрачены потерей островов Киклады в
сражении с Антигоном II Гонатом у острова Андрос.
Помимо поражений от Птолемея III Селевк II столкнулся с другими трудностями. Его мать Лаодика попросила сделать младшего брата Селевка II, Антиоха Гиеракса, соправителем государства. В то время Антиох Гиеракс находился в Анатолии, куда был направлен для управления областью. Объявив о независимости Анатолии, Антиох Гиеракс серьёзно подрывал усилия Селевка II по защите страны от Птолемея III. Тем не менее, Селевку II в 245 году до н. э. удалось вернуть утраченную Вавилонию. Дальнейшие боевые действия продолжились в Сирии, но они были незначительными. Примерно в 242 году до н. э. велись бои за Дамаск, но с неясным исходом. В конце концов, как кажется, Селевк напал на Египет.
В обмен на мир 241 года до н. э. Птолемей III получил новые территории на северном побережье Сирии, включая Селевкию в Пиерии (гавань в Антиохии). В то время держава Птолемеев находилась на пике своего могущества. Она занимала практически всё Восточное Средиземноморье.
Для Селевкидов итоги войны были неутешительными: пришлось уступить Египту часть Сирии, в Анатолии фактически правил Антиох Гиеракс (позже эти территории были захвачены царём Пергама Атталом I), бывшие восточные провинции Бактрия и Парфия оказались в руках независимых правителей, поднявших восстания против центрального правительства.